# Diskografie Heleny Vondráčkové
Toto je diskografie Heleny Vondráčkové; diskografie není úplná.

## Diskografie

### Singlová alba
- 1964 Děti slunce – Jana Petrů a Josef Zíma/Červená řeka – Helena Vondráčková – Supraphon, SP

### 60. léta
- 1969 – Růže kvetou dál – Supraphon kompilace singlů
- 1969 – Micro Magic Circus – Supraphon se skupinou Golden Kids

### 70. léta
- 1970 – Golden Kids – Supraphon se skupinou Golden Kids
- 1970 – Ostrov Heleny Vondráčkové – Supraphon
- 1971 – Isle of Helena – Artia & Supraphon
- 1972 – Helena, Helena, Helena – Supraphon živé album
- 1972 – Helena`72 – Nippon Columbia
- 1974 – Helena Vondráčková – Supraphon V rámci CD edice Komplet Heleny Vondráčkové vyšlo pod názvem Helena a Strýci
- 1975 – Film Melodies – Artia & Supraphon
- 1976 – Immortal film themes – Nippon Columbia
- 1977 – S písní vstříc ti běžím – Supraphon
- 1978 – Unter der Asche meiner Liebe ist noch Glut – Teldec – Telefunken – Decca
- 1978 – Paprsky – Supraphon
- 1979 – Unter der Asche meiner Liebe ist noch Glut II – Amiga
- 1979 – Doch in der Nacht – Teldec – Telefunken – Decca

### 80. léta
- 1980 – Múzy – Supraphon
- 1980 – Music – Supraphon
- 1980 – Golden movie hits – Teldec – Telefunken – Decca
- 1981 – Sblížení – Supraphon
- 1981 – Helena Singt Billy Joel – Supraphon & Teldec
- 1981 – Písně Billyho Joela – Supraphon tuzemská verze alba Helena Singt Billy Joel
- 1982 – Přelety – Supraphon výběr hitů
- 1982 – Zrychlený dech – Supraphon
- 1982 – A ty se ptáš, co já... – Supraphon výběr hitů, pouze MC
- 1984 – Ode mne k tobě – Supraphon
- 1985 – Sprint – Supraphon
- 1985 – I'm your song – Supraphon
- 1986 – Sólo pro tvé oči – Supraphon
- 1986 – Helena zpívá Ježka – Supraphon
- 1988 – Skandál – Supraphon v r. 1989 vyšlo jako první CD Heleny Vondráčkové vůbec!

### 90. léta
- 1990 – Přejdi Jordán a další hity – Supraphon výběr hitů
- 1990 – I am your song – Polskie Nagrania
- 1992 – Kam zmizel ten starý song – Supraphon výběr hitů
- 1992 – Šíleně smutná princezna – NeaNe Records soundtrack ke stejnojmennému filmu
- 1992 – Les Miserables spolupráce na muzikálu Bídníci
- 1993 – Golden Kids – Supraphon výběr hitů, se skupinou Golden Kids
- 1993 – The Broadway album – Supraphon vydáno jak v české, tak i anglické verzi
- 1995 – Golden Kids Comeback – Supraphon živé album
- 1995 – Christmas with Helena 1 – Polydor
- 1996 – To je šoubyznys – Bonton výběr nahrávek s Jiřím Kornem
- 1996 – Vánoce s Helenou 2 – Polydor
- 1996 – Ten, koho ráda mám – Bonton – Kolekce Heleny Vondráčkové 1
- 1996 – Podívej, kvete růže – Bonton – Kolekce Heleny Vondráčkové 2
- 1997 – Movie Classics – West&EastMusic
- 1997 – Helena v Lucerně – největší hity 1 – Polydor živé album
- 1997 – Helena v Lucerně – největší hity 2 – Polydor živé album
- 1997 – To se nikdo nedoví – Bonton – Kolekce Heleny Vondráčkové 3
- 1997 – Music Box No.1 – Bonton reedice, se skupinou Golden Kis
- 1998 – Ostrov Heleny Vondráčkové – Bonton – Kolekce Heleny Vondráčkové 4
- 1998 – Helena, Helena, Helena – Bonton – Kolekce Heleny Vondráčkové 5
- 1998 – Nevzdám se hvězdám – Universal
- 1998 – Paříž, má láska – Multisonic
- 1999 – Helena a Strýci – Bonton – Kolekce Heleny Vondráčkové 6
- 1999 – Zlatá Helena – Universal výběr hitů

### po roce 2000
- 2000 – Miláčku – Bonton – Kolekce Heleny Vondráčkové 7
- 2000 – Veselé Vánoce a šťastný nový rok – Universal
- 2000 – Helena Gold – Universal
- 2000 – Královny popu v Opeře
- 2000 – Vodopád – Universal
- 2001 – Film melodies – S písní vstříc ti běžím – Bonton – Kolekce Heleny Vondráčkové 8
- 2001 – Paprsky, Múzy – Bonton) – Kolekce Heleny Vondráčkové 9
- 2001 – Christmas with Helena 2 – Universal
- 2001 – Helena 2002 – Universal
- 2002 – Sblížení – Bonton – Kolekce Heleny Vondráčkové 10
- 2002 – The Broadway album – Universal reedice s bonusy
- 2002 – Helena Platinum – Universal výběr hitů
- 2002 – Concert Stars
- 2002 – Platinová Helena – Universal
- 2003 – Zrychlený dech – Supraphon – Kolekce Heleny Vondráčkové 11
- 2003 – Helena Vondráčková – Čas je proti nám a další hity...
- 2003 – Helena Vondráčková – Podívej, kvete růže (Portréty českých hvězd)
- 2003 – Hádej ...! – Universal
- 2003 – Helena Vondráčková & Karel Gott – Live – Goja & Universal živé album
- 2004 – Ode mne k tobě – Supraphon – Kolekce Heleny Vondráčkové 12
- 2004 – Sprint – Supraphon – Colection of Helena Vondrackova 13
- 2004 – Rendez Vous – Universal výběr duetů
- 2005 – Sólo pro tvé oči – Supraphon – Kolekce Heleny Vondráčkové 14
- 2005 – Gold Colection 4CD Deluxe Edition – Universal & Supraphon výběr hitů
- 2006 – Skandál – Supraphon – Kolekce Heleny Vondráčkové 15
- 2006 – Helena zpívá Ježka – Supraphon – Kolekce Heleny Vondráčkové 16
- 2006 – Zastav se, ...a poslouchej – Universal
- 2007 – Helena Vondráčková & Jiří Korn – Těch pár dnů – Supraphon výběr nahrávek s Jiřím Kornem
- 2007 – Ha, ha, ha – special limited edition – Universal
- 2007 – Jsem, jaká jsem – Best Of – Universal – 2CD výběr hitů
- 2008 – 24 Golden Hits – Golden Kids – Supraphon
- 2008 – Blázen, kdo se lásky zříká – Hity a rarity – Supraphon výběr
- 2009 – Zůstáváš tu se mnou – Universal
- 2009 – Zlatá kolekce – Universal výběr
- 2010 – Recitál – Universal živé album
- 2011 – Mám ráda cestu lesní – univerzální výběr – Supraphon
- 2012 – (Nejen) o lásce – (2CD) – Supraphon
- 2012 – Helena On Broadway – EMi
- 2013 – Touhy – Parlophone
- 2014 – Best of the best (2CD) – Supraphon
- 2014 – Kouzlo Vánoc – Warner Music Czech Republic
- 2017 – Dávno vím svý
- 2017 – Diamantová kolekce (5CD)
- 2024 – Helena Evergreeny
- 2024 – Dlouhá noc - Dance hit collection

## Kompilace
- Nejhezčí dárek/Nejhezčí dárek – Supraphon 11433 148, SP – 50 zpěváků (zpěváci uvedeni v článku Jiří Zmožek)
- 1986 Nejhezčí dárek – Jiří Zmožek (2) – Supraphon 1113 4368 H, LP
- 2000 Královny popu v opeře – Monitor/EMI , LP